# Чили, вперёд!
«Чили, вперед!» (исп. Chile Vamos) — политическая коалиция правоцентристских и правых партий в Чили. Основана 29 января 2015 года генеральными секретарями партий Независимый демократический союз, Национальное обновление, Независимая партия регионов и Политическая эволюция.

## История
На Национальном совете Национального обновления в Сантьяго 2 августа 2014 года лидер Независимого демократического союза Кристиан Монкеберг призвал к воссозданию бывшей коалиции «Альянс за Чили» под названием «Коалицию за свободу». В декабре к создаваемой новой коалиции присоединилась Независимая партия регионов с целью участия в муниципальных выборах 2016 года и всеобщих выборах 2017 года.
4 октября 2015 года было окончательно решено назвать коалицию «Чили, вперед!» (Chile Vamos).
На президентских выборах 2017 года одержал победу кандидат альянса бывший президент Себастьян Пиньера с результатом 54,57 % голосов во втором туре.

## Состав коалиции
В коалицию входят 4 политических партии.
| Партия                                             | Partido                                      | Лидер              |
| -------------------------------------------------- | -------------------------------------------- | ------------------ |
| Независимый демократический союз                   | Unión Demócrata Independiente                | Эрнан Ларрэн       |
| Национальное обновление                            | Renovacion Nacional                          | Кристиан Монкеберг |
| Политическая эволюция                              | Evolución Política                           | Фелипе Каст        |
| Демократическая независимая регионалистская партия | Partido Regionalista Independiente Demócrata | Алехандра Браво    |